# Faith (film 1919 Swickard)
Faith è un film muto del 1919 diretto da Charles Swickard. Prodotto e distribuito dalla Metro Pictures Corporation, aveva come interpreti Bert Lytell, Rosemary Theby, Edythe Chapman, Edwin Stevens, Nancy Chase.

## Trama

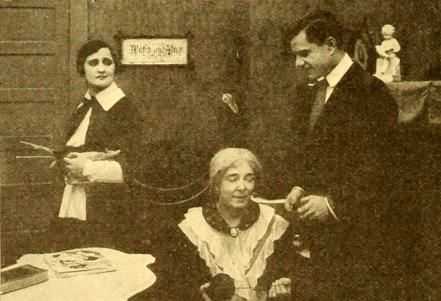
Rosemary Theby, Edythe Chapman, Bert Lytell

George Farrelly, che si occupa delle cassette di sicurezza di una banca, un giorno riceve la visita di un'amica d'infanzia, Charity Garvice, che gli dice che la sua vecchia insegnante, la cieca Martha Owen, ha avuto una premonizione su di lui, su qualcosa di non piacevole che starebbe per accadergli. George, allora, racconta come fosse una storia di come sia venuto in possesso di una preziosa collana appartenente alla moglie di Harrington, il presidente della banca, collana che lui ha trovato in una scatola fuori dal caveau e che avrebbe voluto restituire senza però farlo. Avendo poi promesso che la restituirà, l'insegnante si sente sollevata, ma Charity, invece, si preoccupa quando lui le dice che la storia è purtroppo vera. Dopo avere avuto indietro la collana, Harrington gli concede un'ora per salutare Charity prima di chiamare la polizia. George e Charity si sposano e il presidente gli annuncia che la collana era un test: era stata posta dove lui l'aveva trovata solo per mettere alla prova la sua onestà. Di conseguenza, Harrington offre ora a George, che ha superato l'esame, il posto di vicedirettore.

## Produzione
Il film fu prodotto dalla Metro Pictures Corporation.

## Distribuzione
Il copyright del film, richiesto dalla Metro Pictures Corp., fu registrato il 3 febbraio 1919 con il numero LP13395.

Distribuito dalla Metro Pictures Corporation, il film uscì nelle sale statunitensi il 3 febbraio 1919.
Non si conoscono copie ancora esistenti della pellicola che viene considerata presumibilmente perduta.